# Измайлов, Михаил Эльдарович
Михаил Эльдарович Измайлов (род. 12 сентября 1971, Астрахань, СССР) — российский гандболист, мастер спорта международного класса; тренер.

## Биография
Первый тренер — Чернова Людмила Егоровна. Всю карьеру провёл за клуб «Динамо» (Астрахань). После окончания карьеры стал тренером вратарей — в сборной России и в клубе «Астраханочка».

## Достижения

### Как игрок
В клубной карьере
- Серебряный призёр чемпионата России (2001, 2002, 2003, 2004, 2005, 2006, 2007, 2008)
- Бронзовый призёр чемпионата России (1995, 2000)
- Обладатель Кубка России (2008)
- Чемпион профессиональной гандбольной федерации (2002, 2006)
- Финалист Кубка европейской гандбольной федерации (2003)

Со сборной России
- Чемпион Европы по пляжному гандболу (2004, 2007)
- Чемпион первых Всемирных игр по неолимпийским видам спорта (пляжный гандбол) в г. Дуйсбурге (Германия) (2005)
- Серебряный призёр чемпионата Европы по гандболу среди ветеранов (35+) в Испании (2010)

Личные
- Лучший вратарь Кубка России по гандболу (2008)
- Лучший вратарь первых Всемирных игр по не олимпийским видам спорта (пляжный гандбол) в г. Дуйсбурге (Германия) (2005)
- Лучший вратарь чемпионата Европы по гандболу среди ветеранов (35+) в Испании (2010)

### Как тренер
- Бронзовый призёр чемпионата России (2024)

## Семья
Женат, двое детей. Супруга — Измайлова Елена Энверовна. Сын Александр и дочь Галина.